# Hannibal Brooks
Hannibal Brooks ist ein 1968 in Österreich und Bayern gedrehter britischer Kriegsfilm von Michael Winner mit Oliver Reed, Wolfgang Preiss und dem damaligen Schauspielerehepaar Helmuth Lohner und Karin Baal in den Hauptrollen.

## Handlung
In der Spätphase des Zweiten Weltkriegs gerät der britische Soldat Stephen Brooks, der gerade sein liegen gebliebenes Kettenfahrzeug reparieren will, in Norditalien in deutsche Kriegsgefangenschaft. Er wird mit einem Zug nach Süddeutschland deportiert, wo er in ein deutsches Kriegsgefangenenlager gesteckt werden soll. Während der Zugfahrt lernt er den kauzig-verschrobenen und äußerst freiheitsliebenden US-Soldaten Packy kennen, der sogleich einen Ausbruchsversuch wagt, obwohl Brooks nichts davon hält. Die Flucht scheitert prompt, und Brooks und die anderen gelangen schließlich in das Lager Stalag 7 A vor den Toren Münchens. Bald wird der im Kern seines Wesens eher friedfertige Brite in den Tierpark Hellabrunn als Tierpfleger abkommandiert. Brooks, der anfänglich keinerlei Lust verspürt, Tiermist wegzuschaufeln, freundet sich bald mit der asiatischen Elefantendame Lucy an. Als die Amerikaner die bayerische Landeshauptstadt bombardieren, wird auch der Zoo mit seinen Tieren getroffen. Der alte Elefantenwärter Kellermann, der in den vergangenen Tagen Brooks angelernt hatte, kommt wie einige seiner Kollegen und diverse Zootiere bei einem besonders schweren Luftangriff ums Leben. Daraufhin beauftragt Zoodirektor Stern Brooks, die 15-jährige, gutmütige Lucy bei der Überführung mit dem Zug zum Innsbrucker Zoo zu begleiten. Als Bewachung werden ihm der blonde Soldat Kurt, ein besonders regimetreuer Zeitgenosse, und Willi, ein zutiefst antimilitaristischer und nazikritischer Soldat aus der „Ostmark“, zur Seite gestellt. Ebenfalls mit dabei ist Vronia, eine polnische Zwangsarbeiterin, die von den Deutschen als Köchin eingesetzt wird. Doch SS-Standartenführer (im Range eines Oberst) von Haller, der das Kommando über den Zug besitzt, verweigert die Mitnahme des kleinen Trupps. Daraufhin ziehen die vier zu Fuß mit Lucy in Richtung Süden, zur Alpenüberquerung: aus Stephen Brooks wird schließlich „Hannibal“ Brooks.
Bald kommt es zu Konflikten in der Gruppe, denn Nazi Kurt erweist sich als unangenehmer, brutaler Zeitgenosse. Da er häufig zur Flasche greift, beginnt er Vronia anzupöbeln und den Elefanten zu bedrohen. In einem dieser Momente kommt es zu einer schweren Auseinandersetzung mit Brooks, der ihn tötet, als Kurt volltrunken mit der Waffe herumfuchtelt und droht, Lucy zu erschießen. Willi, der danach vorschlägt, dass sich alle in Richtung Schweizer Grenze begeben sollen, um sich in Sicherheit zu bringen, geht gemeinsam mit Vronia vor, während Brooks mit der langsameren Lucy nachkommen will. Während Mensch und Elefant entlang Straßen und grünen Wiesen gemächlich vorwärts schreiten, geraten sie immer wieder ins Kriegsgeschehen, da sie einerseits in Berührung mit von Hallers gefährlichen SS-Männern kommen, aber auch ins Kreuzfeuer einiger entflohener alliierter Kriegsgefangener unter der Führung von Packy, der sich tatsächlich befreien konnte, geraten. Einmal droht die gemütlich dahinstapfende Lucy, die zwischenzeitlich an Mumps erkrankte und von einem Tierarzt behandelt werden musste, beinah auf eine für die deutsche SS-Kolonne vergrabene Tretmine zu stapfen. Packys Leute nehmen die Deutschen unter Feuer, und der nur ein wenig unruhige Elefant kann gerade noch aus der Schusslinie gehalten werden. Ein anderes Mal veranlasst Brooks, Lucy mehrere festgezurrte Baumstämme umzustoßen, die dann einen Abhang herunterkullern und auf Bahngleisen liegen bleiben, so dass ein deutscher Panzer transportierender Zug entgleist. Als einer von Hallers Männern Lucy mit Brooks eine steil ansteigende Passstraße hochstapfen sieht, versucht dieser mittels einer Seilbahn den beiden den Weg abzuschneiden. Willi torpediert dieses Unterfangen, dabei wird der österreichische Patriot aber von mehreren Kugeln eines vor der Talstation sterbenden deutschen Soldaten niedergestreckt. Auch Vronia muss durch einen Schuss in den Rücken ihr Leben lassen. Währenddessen setzt sich von Haller, der mit Brooks ein falsches Spiel spielt, von seinen Leuten ab, da er nun selbst auch nicht mehr an den „Endsieg“ glaubt. An der Schweizer Grenze ist es erneut die kräftige Lucy, die das letzte Hindernis mit ihrem massigen Körper beseitigt, indem sie den Grenzpfosten einreißt und Hannibal, Packy und seinen Partisanen die unerlaubte Einreise in die Schweiz ermöglicht.

## Produktionsnotizen
Hannibal Brooks wurde auf Englisch gedreht, einige Passagen, in denen deutsche Soldaten miteinander sprechen, wurde auch im Original auf Deutsch gesprochen. Die Dreharbeiten fanden im Sommer 1968 im Montafon (Vorarlberg) sowie in Schröcken, Bregenz und Tirol statt, einige Aufnahmen entstanden im Tierpark Hellabrunn und in der Münchner Siedlung Ludwigsfeld mit zahlreichen Einheimischen als Komparsen. Die Baracken des KZ-Außenlager München-Allach dienten dabei als Stalag-Kulisse für die angloamerikanischen Film-Kriegsgefangenen. Am 13. März 1969 fand in London die Welturaufführung statt, die deutsche Erstaufführung des Films war am 9. Oktober 1969.
Die Bauten wurden von John Stoll und Hans-Jürgen Kiebach entworfen bzw. umgesetzt. Die Chefkamera beim zweiten Aufnahmeteam hatte Hans Jura. Erwin Lange (im Vorspann falsch „Irwin Lange“ geschrieben) zeichnete für die Spezialeffekte verantwortlich. Eberhard Junkersdorf war einer von vier Aufnahmeleitern.
Der Elefant hieß in Wirklichkeit „Aida“ und stammte aus Erie Klants Zoo im niederländischen Valkenburg. Trainiert wurde der Dickhäuter von André Beilfuss.
Für die Aufnahmen des entgleisenden Zuges mit Panzern beschaffte die (von Anfang an elektrisch betriebene) Vorarlberger Montafonerbahn eine Dampflokomotive Reihe 93 der ÖBB, Lok Nr. 93.1340. Die Fahrleitung wurde auf einem Streckenabschnitt entlang des Flusses Ill abgebaut (die Masten sind jedoch im Film zu sehen), damit die Lokomotive stilgerecht ohne störende Oberleitung in die Baumstämme fahren und entgleist den Hang hinunterstürzen konnte (hierzu wurden die Gleise verschwenkt und getarnt). Die Maschine trägt jedoch anachronistisch einen Giesl-Ejektor, welcher erst nach dem Krieg eingebaut wurde. Die Lokomotive sowie die Reste des Zuges wurden an Ort und Stelle demontiert und anschließend verschrottet, die Montafonerbahn bekam von den Produzenten für die zweitägige Streckensperre eine hohe Aufwandsentschädigung.

## Kritiken
„Ein Filmmärchen mit viel sentimentalem Kitsch und Kriegsgetümmel, in dem auch die deutsche Stargarde nicht gut aussieht.“

Im Lexikon des Internationalen Films heißt es: „Eine seltsame Mischung aus Komödie und Melodram, die den Krieg persiflieren soll, dabei aber stilistisch allzu uneinheitlich geraten ist.“

„Schwankt von der Komödie zum Melodram … guter Action-Höhepunkt.“

„Merkwürdiges Actionabenteuer, das unentschieden scheint, ob es sich selbst ernst nehmen soll. Einige passable Sequenzen.“

„Englischer Film, der den Krieg zu einem aufregenden Abenteuer verarbeitet, in dem wie im Wilden Westen die Guten fast stets Glück und die Bösen fast stets Pech haben. Abzulehnen ist der raffinierte Trick des Films, mit der Spekulation auf die Tierliebe den Zuschauer zu einem Urteil in einfacher Schwarz-Weiß-Manier zu verleiten.“